# Francisco Farinós
Francisco Javier Farinós Zapata (Valencia, 29 maart 1978) is een Spaans profvoetballer. Hij speelt sinds 2006 als middenvelder bij Hércules CF uit Alacant.

## Clubvoetbal
Farinós kwam in 1996 bij het eerste elftal van Valencia CF. Hij beleefde zijn grote doorbraak in het seizoen 1999/2000 toen hij met Valencia CF de finale van de UEFA Champions League haalde. Hierin was Real Madrid met 3-0 te sterk, maar zijn goede prestaties leverden Farinós wel een toptransfer op naar het Italiaanse Internazionale. Bij de Milanese club wist hij echter nooit door te breken en uiteindelijk werd Farinós verhuurd aan Villarreal CF (januari tot juli 2003) en RCD Mallorca (2004/2005). In 2005 werd hij definitief van Internazionale overgenomen door RCD Mallorca. Een seizoen later vertrok Farinós naar Hércules CF uit de Segunda División A.

## Nationaal elftal
Farinós speelde twee interlands voor het Spaans nationaal elftal. Zijn debuut was op 18 augustus 1999 tegen Polen en op 15 november 2000 speelde de middenvelder zijn tweede en tevens laatste interland tegen Nederland.